# V Giochi del Mediterraneo
I V Giochi del Mediterraneo si sono svolti a Tunisi, Tunisia, dall'8 al 17 settembre 1967.
All'edizione parteciparono 12 nazioni i cui 1249 atleti gareggiarono in 93 eventi di 14 diverse discipline sportive. Per la prima volta parteciparono anche le donne e furono introdotti i controlli antidoping.

## Impianti sportivi

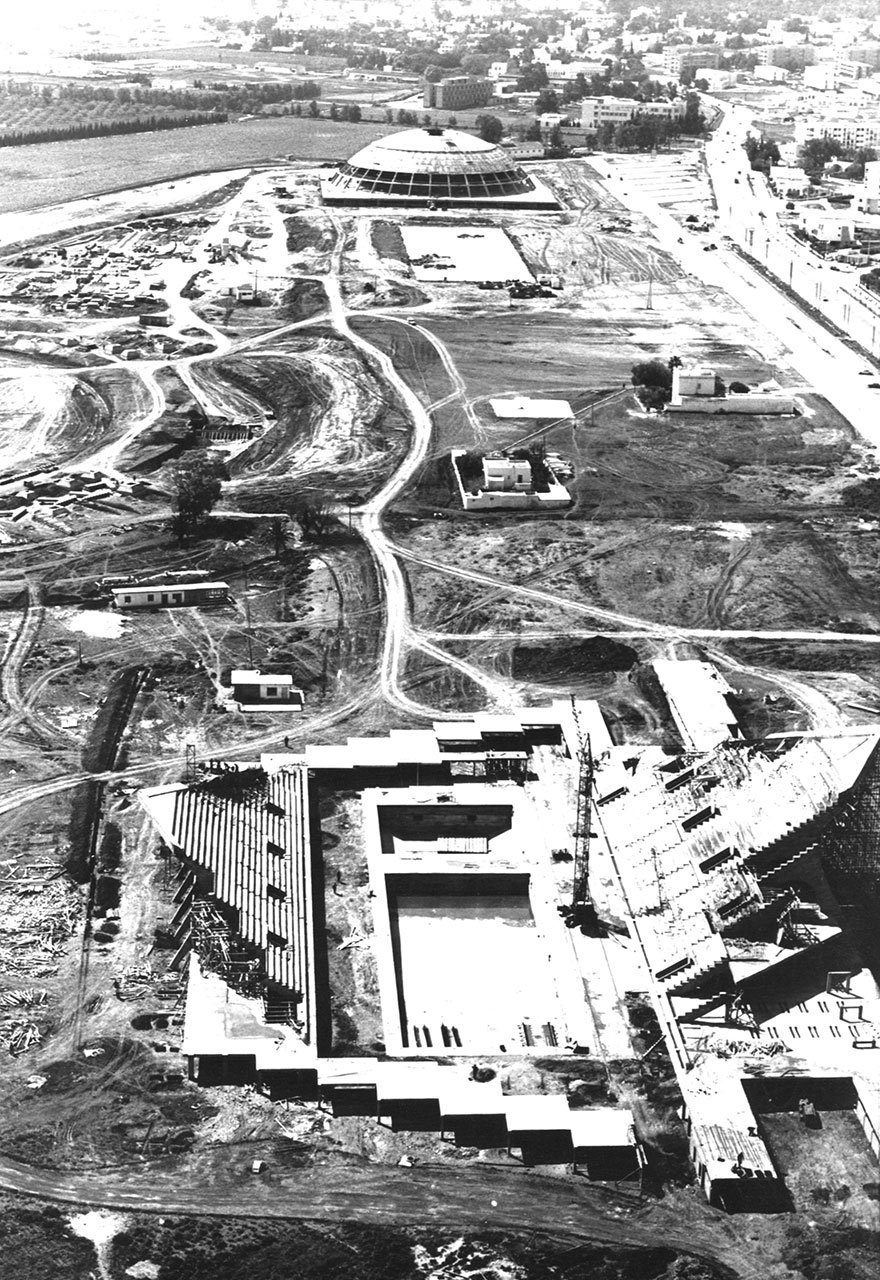
La piscina olimpica e La Coupole in fase di costruzione.

Per i Giochi del Mediterraneo venne edificata la cittadella olimpica nel quartiere di El Menzah, all'interno della quale venne costruito uno stadio per il calcio e l'atletica leggera, una piscina olimpica con tribune per il nuoto e La Coupole, un impianto polivalente. Vennero edificati anche villaggi per gli atleti, alberghi per dirigenti e giornalisti e sale per riunioni e congressi.

## Nazioni partecipanti
Hanno partecipato alla competizione 1 249 atleti, provenienti da 12 distinte nazioni. Per la prima volta furono ammesse anche atlete donne, che gareggiarono nell'atletica leggera e nel nuoto. Fu una conquista dei Paesi europei.
- Algeria
- Spagna
- Francia
- Grecia
- Italia
- Libano
- Libia
- Marocco
- Malta
- Tunisia
- Turchia
- Jugoslavia

## Calendario
| ● | Cerimonia di apertura | ● | Competizioni | ● | Cerimonia di chiusura |

|                      | Settembre |   |   |    |    |    |    |    |    |    |    |
| Sport                | 7         | 8 | 9 | 10 | 11 | 12 | 13 | 14 | 15 | 16 | 17 |
| Cerimonie            |           | ● |   |    |    |    |    |    |    |    | ●  |
| Atletica leggera     |           | ● |   |    |    |    | ●  | ●  | ●  | ●  |    |
| Calcio               | ●         | ● | ● | ●  | ●  | ●  | ●  |    | ●  |    | ●  |
| Ciclismo             |           |   |   | ●  |    |    | ●  |    |    |    |    |
| Ginnastica artistica |           |   |   |    |    |    |    | ●  | ●  | ●  |    |
| Lotta                |           |   | ● | ●  |    | ●  | ●  |    |    |    |    |
| Nuoto                |           |   | ● | ●  | ●  | ●  |    |    |    |    |    |
| Pallacanestro        |           |   | ● | ●  | ●  |    | ●  | ●  |    | ●  |    |
| Pallamano            |           |   | ● | ●  | ●  |    |    |    |    |    |    |
| Pallanuoto           |           |   | ● | ●  | ●  |    | ●  |    |    |    |    |
| Pallavolo            |           |   | ● | ●  | ●  |    | ●  |    |    | ●  |    |
| Pugilato             |           |   | ● | ●  | ●  | ●  |    | ●  |    |    |    |
| Scherma              |           |   |   |    |    | ●  |    | ●  |    | ●  |    |
| Sollevamento pesi    |           |   | ● | ●  | ●  |    |    |    |    |    |    |
| Tennis               |           |   |   | ●  | ●  | ●  | ●  | ●  | ●  |    |    |
| Settembre            | 7         | 8 | 9 | 10 | 11 | 12 | 13 | 14 | 15 | 16 | 17 |

## Cerimonia d'apertura
La cerimonia d'apertura si svolse nello Stadio olimpico di El Menzah, alla presenza di circa 30.000 spettatori. Il presidente tunisino Habib Bourguiba fece ingresso su una limousine nera, sfilando sulla pista d'atletica.
Alle 17:15 si tenne la sfilata delle delegazioni partecipanti, partendo dalla Grecia, quale omaggio alla tradizione olimpica. Alfiere della Spagna fu il tennista Manolo Santana, quello della Francia il pesista Pierre Colnard, mentre quello dell'Italia il pallanuotista Eraldo Pizzo.
Vi furono il discorso del presidente del comitato organizzatore e quello del presidente del Comitato Internazionale dei Giochi del Mediterraneo, che invitò il presidente Habib Bourguiba a dichiarare aperti i Giochi.
Otto atleti tunisini, scortati da otto marinai in divisa, portarono il drappo blu e bianco dei Giochi e vi fu l'alzabandiera.
Si svolse la cerimonia dell'acqua: le anfore contenenti le acque raccolte presso le sponde di ciascuno dei dodici Paesi partecipanti vennero versate dagli atleti in una grande vasca, posta avanti alla tribuna.
Quindi il fondista Mohammed Gammoudi pronunciò il giuramento degli atleti. Al termine vennero esplosi sei colpi di cannone e liberati nel cielo 5000 piccioni.
Al termine della cerimonia, prese avvio la corsa dei 10000, che venne separata dal resto del programma d'atletica per consentire a Mohammed Gammoudi, vincitore della medaglia l'oro nell'edizione precedente e argento olimpico a Tokyo 1964, considerato uno dei favoriti, di correre davanti al pubblico di casa ed al presidente Habib Bourguiba, il giorno dell'inaugurazione. La gara fu poi effettivamente vinta da Mohammed Gammoudi, davanti al connazionale Ali Khamassi, allo jugoslavo Drago Zuntar e all'italiano Antonio Ambu.

## Discipline sportive
Si disputarono competizioni in 14 differenti discipline sportive, per un totale di 93 eventi complessivi. Rispetto all'edizione precedente dal programma furono eliminati il canottaggio, l'hockey su prato, il tiro, i tuffi e la vela. Debuttò per la prima volta la pallamano, sport largamente praticato in Tunisia, e fece ritorno il sollevamento pesi, presente nelle prime tre edizioni, ma assente a Napoli 1963.
- Atletica leggera (dettagli)
- Calcio (dettagli)
- Ciclismo (dettagli)
- Ginnastica artistica (dettagli)
- Lotta (dettagli)
- Nuoto (dettagli)
- Pallacanestro (dettagli)
- Pallamano (dettagli)
- Pallanuoto (dettagli)
- Pallavolo (dettagli)
- Pugilato (dettagli)
- Scherma (dettagli)
- Sollevamento pesi (dettagli)
- Tennis (dettagli)